# Walther TPH
Walther TPH (Taschenpistole mit Hahn нем. карманный пистолет с курком) — самозарядный карманный пистолет.
В 1961-м году оружейная фирма Вальтер (англ. Walther) начала производство пистолета Walther TP. Это была модифицированная версия довоенного пистолета Walther Model 9. Поскольку у Walther TP не было высокого спроса, было принято решение о разработке нового карманного пистолета, подобно пистолету Walther PP. Производство пистолета под названием Walther TPH началось в 1969-м году. Поскольку в США существует закон, ограничивающий импорт небольших по размеру пистолетов, компанией Interarms было начато лицензионное производство Walther TPH. Первоначально пистолет производился под патрон 6,35×15 мм Браунинг, позже также было выпускался вариант под патрон .22 LR
Walther TPH калибра 6,35 мм — это оружие, представляющее последнее поколение типично европейских карманных пистолетов и является самозарядным огнестрельным оружием. Автоматика пистолета работает за счет отдачи свободного затвора. Запирание канала ствола осуществляется массой кожуха-затвора и возвратной пружины. После того как последний патрон израсходован, затвор останавливается в заднем положении. Пистолет имеет внешний не автоматический предохранитель, его флажок расположен на левой стороне кожуха-затвора. Имеет открытый прицел нерегулируемого типа. Пистолет оснащен магазином вместимостью 6 патронов.

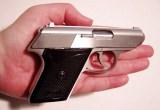
Walther TPH — длина 135 мм, масса 325 г.